# 全面防衛 (新加坡)
全面防衛（英語：Total defence），是新加坡的綜合防禦策略，借鏡自丹麥、芬蘭、瑞典、瑞士、奧地利、烏克蘭、俄羅斯等地的措施。其開發基於了解到侵略者除了可以對新加坡作出軍事行動外，還可以襲擊其經濟系統、撕毀其社會結構、針對新加坡人對國防的信念和投入以及國家對天然或人為災害的應變能力。全面防衛涵蓋6條支柱，包括軍事、民防、經濟、社會、心理和數碼防禦，並強調每個新加坡人在這策略中皆有重要角色。
每年的全面防衛日定為2月15日，以紀念1942年2月15日新加坡淪陷於日本的慘痛經歷。在这一天，新加坡全岛将鸣响防空警报。

## 外部連結
- 官方网站